# Ferma (sezonul 5)
Ferma (sezonul 5) - Orășeni versus săteni - este cel de-al cincilea sezon al emisiunii Ferma - Un nou început, care a debutat pe 8 septembrie 2020. Formatul emisiunii este diferit de sezoanele anterioare, prezentând astfel confruntarea dintre două echipe de vedete: orășeni și săteni. Lupta finală se dă între Elena Chiriac și Augustin Viziru . Marele câștigător al premiului de 50000 de euro este Augustin Viziru

## Format
●Săptămâna 1
Cei 16 concurenți care au decis să intre în provocarea Ferma sunt: Alina Pușcău, Cezar Ouatu, Anda Adam , Paul Diaconescu, George Piștereanu, Bogdan Stoica, Elena Chiriac, Giulia Nahmany, în echipa orășenilor, și Anna Lesko, Octavian Ciovică, George Burcea, Ana Maria Ababei, Viviana Sposub, Andrei Stoica, Anisia Gafton, Gabriel Toader, în echipa sătenilorilor.
 Cei 16 protagoniști ai reality-show-ului au avut parte de câteva provocări încă din primele ore în care s-au întâlnit. Dacă inițial au considerat că prima zi este una de relaxare și de acomodare, lucrurile s-au schimbat radical după apariția lui Cristian Bozgan.
Acesta le-a stricat petrecerea și le-a oferit 60 de secunde pentru a lua tot ce pot și pentru a urca în camioanele militare care i-au transportat spre fermă.
Drumul a fost unul destul de dificil, iar la un moment dat Gabriel Toader s-a enervat din cauza fumului emanat de camioane și de lipsa aerului și a început să strige și să înjure spre surprinderea colegilor, cerând oprirea filmărilor. 
  După un drum anevoios și plin de obstacole, cei 16 concurenți au ajuns la fermă, acolo unde au fost întâmpinați de Mihaela Rădulescu.  
Aceștia au crezut că ziua se va încheia în liniște, însă au avut parte de o mare surpriză încă de la început, după ce au fost anunțați că trebuie să treacă prin prima probă.
Fiecare sătean a concurat împotriva unui orășeanu pentru a strânge lingouri, iar echipa care a acumulat cele mai multe a avut posibilitatea de a le valorifica, cumpărând lucruri necesare pentru fermă.
Sătenii au câștigat prima probă din competiție, iar cu lingourile pe care le-au strâns, au cumpărat o bormașină, sare și ceai. Bucuria nu a fost de lungă durată, deoarece Mihaela Rădulescu a anunțat cele două echipe că trebuie să voteze verigile slabe din grupurile lor, urmând ca aceștia să părăsească concursul.
Cerința i-a luat pe nepregătite, iar de aici au pornit primele discuții și reproșuri dintre aceștia. Dacă la săteni situația a fost destul de clară de la început, iar toți l-au ales pe Gabriel Toader, în cazul orășenilor lupta a fost mai aprinsă, iar la final Giulia Nahmany a primit cele mai multe voturi din partea colegilor. 
Cei doi au părăsit competiția, nu înainte de a-și exprima părarea despre decizia luată de ceilalți concurenți. 
Situația a devenit și mai interesată după ce au ajuns în fața locației în care sunt nevoiți să stea pe durata show-ului. Aceștia s-au așteptat să găsească totul aranjat și să se poată organiza, dar au găsit totul în dezordine.  
  Alina Pușcău și Anda Adam s-au descurcat cu ceea ce au găsit la fermă pentru a improviza un spațiu pentru baie.   
După ce și-au primit bagajele, cele două s-au organizat pentru a se spăla, mai ales că trecuseră mai bine de 24 de ore de când nu s-au mai curățat.
Îmbrăcate în costume de baie sexy, atât Anda Adam, cât și Alina Pușcău au făcut senzație cu apariția lor, ținând cont de faptul că amândouă arată foarte bine și au forme generoase.
Cu apa încălzită la aragaz, orășencele s-au ajutat una pe alta pentru a se spăla, iar momentul a fost unul apreciat de colegii de la fermă, care nu au putut să nu remarce siluetele celor două.
mei”.  
■Servitorii
Viviana Sposub și Bogdan Stoica au trecut printr-o probă pentru a câștiga mâncare pentru echipa lor, iar învingător a fost orășeanul. 
■Dueliștii

## Concurenți
| Nume              | Ocupație                      | Vârsta | Debut       | Stare                  | Echipa                          | Loc |
| Anisia Gafton     | Comediant                     | 32     | Săptămâna 1 | Eliminat(Săptămâna 2)  | Săteni                          | 18  |
| Octavian Ciovică  | Pilot de raliu                | 36     | Săptămâna 1 | Eliminat(Săptămâna 3)  | Săteni                          | 17  |
| Alina Pușcău      | Model internațional           | 38     | Săptămâna 1 | Eliminat(Săptămâna 3)  | Orășeni/Bandiți                 | 16  |
| Cezar Ouatu       | Contratenor                   | 40     | Săptămâna 1 | Eliminat(Săptămâna 4)  | Orășeni                         | 15  |
| Paul Diaconescu   | Actor                         | 31     | Săptămâna 1 | Eliminat(Săptămâna 5)  | Orășeni                         | 14  |
| Anda Adam         | Cântăreață                    | 40     | Săptămâna 1 | Eliminat(Săptămâna 6)  | Orășeni                         | 13  |
| Bogdan Stoica     | Luptător                      | 30     | Săptămâna 1 | Eliminat(Săptămâna 6)  | Orășeni                         | 12  |
| Giulia Nahmany    | Antreprenoare                 | 37     | Săptămâna 1 | Eliminat(Săptămâna 7)  | Orășeni/Bandiți                 | 11  |
| George Burcea     | Actor                         | 32     | Săptămâna 1 | Abandon(Săptămâna 8)   | Săteni                          | 10  |
| Ana Maria Ababei  | Cântăreață de muzică populară | 25     | Săptămâna 1 | Eliminat(Săptămâna 9)  | Sătenii                         | 9   |
| George Piștereanu | Actor                         | 31     | Săptămâna 1 | Eliminat(Săptămâna 9)  | Orășenii                        | 8   |
| Andreea Antonescu | Cântăreață                    | 38     | Săptămâna 4 | Eliminat(Săptămâna 10) | Orășenii                        | 7   |
| Gabriel Toader    | Bucătar                       | 37     | Săptămână 1 | Abandon(Săptămâna 12)  | Săteni/Bandiți                  | 6   |
| Anna Lesko        | Cântăreață                    | 41     | Săptămâna 1 | Eliminat(Săptămâna 13) | Săteni                          | 5   |
| Viviana Sposub    | Prezentatoare                 | 23     | Săptămâna 1 | Eliminat(Săptămâna 13) | Săteni/Bandiți                  | 4   |
| Andrei Stoica     | Luptător                      | 33     | Săptămâna 1 | Eliminat(Săptămâna 13) | Săteni                          | 3   |
| Elena Chiriac     | Sportivă                      | 18     | Săptămâna 1 | Eliminat(Săptămâna 13) | Orășeni                         | 2   |
| Augustin Viziru   | Actor și jucător de biliard   | 40     | Săptămâna 6 | FERMIERUL ANULUI 2020  | Nu face parte din nici o echipă | 1   |
| ----------------- | ----------------------------- | ------ | ----------- | ---------------------- | ------------------------------- | --- |

## Mersul jocului
| Săptămâna | Femierul săptămânii    | Servitori                      | Primul duelist             | Al doilea duelist                 | Câștigător                     | Pierzător |
| --------- | ---------------------- | ------------------------------ | -------------------------- | --------------------------------- | ------------------------------ | --- |
| 1         |                        | Viviana Bogdan                 | Viviana                    | Alina                             | Viviana                        | Alina(ajunge la Bandiți) |
| 2         | Andrei                 | Elena                          | Elena                      | Anisia                            | Elena                          | Anisia |
| 3         | George B.              | Paul Viviana                   | Paul Elena                 | Octavian Viviana                  | Paul Elena                     | Octavian Viviana(ia locul Alinei la Bandiți) |
| 4         | Anda                   | Paul Cezar                     | Cezar                      | Andrei                            | Andrei                         | Cezar |
| 5         | Bogdan                 | George B. George P.            | George B.                  | Paul                              | George B.                      | Paul |
| 6         | Gabi și Giulia         | Andrei                         | Elena                      | Bogdan Anda                       | Andrei Elena                   | Bogdan și Anda |
| 7         | Augustin               | Gabi George B.                 | Gabi                       | Giulia                            | Gabi                           | Giulia |
| 8         | Ana Maria              | Elena Gabi                     | Elena(Duel anulat) Gabi    | Viviana(Duel anulat) Andreea      | Andreea                        | Viviana(Salvată) George B.(Abandon) Gabi(Salvat) |
| 9         | Anna                   | George P. Gabi Andrei Augustin | Ana Maria George P.        | Elena Andrei                      | Elena Andrei                   | Ana Maria George P. |
| 10        | Viviana                | Anna Elena                     | Elena                      | Andreea                           | Elena                          | Andreea |
| 11        | Elena                  | Anna Gabi                      | Anna                       | Viviana                           | Anna                           | Viviana (Salvată) |
| 12        | Andrei                 | Gabi Anna                      | Toți                       | Toți                              | Augustin (Primul Finalist)     | Gabi (Abandon) |
| 13        | Săptămâna Marei Finale | Andrei, Anna, Viviana, Elena   | Augustin (Primul Finalist) | Andrei, Viviana, Elena(Finaliști) | Augustin-Fermierul Anului 2020 | Anna-Eliminată duel semifinala; Viviana-Pierzătoarea Marei Finale Prima probă; Andrei-Pierzătorul Marei Finale A doua probă; Elena-Pierzătoarea Marei Finale Proba Finală |